# Józef Kwiatkowski (weteran)
Józef Kwiatkowski   (ur. 1 maja 1927 w Łucku) – polski działacz kombatancki, weteran II wojny światowej, żołnierz ludowego Wojska Polskiego, porucznik w stanie spoczynku Wojska Polskiego III RP. 

## Życiorys
Syn Feliksa - uczestnika wojny polsko-bolszewickiej 1920 roku. Wychowywał się na Wołyniu, gdzie tam przeżył w 1943 roku rzeź wołyńską. Wywieziony na roboty do Czelabińska, uciekł z transportu i trafił do obozu formowanego Wojska Polskiego w Sumach i Żytomierzu. Jako radiotelegrafista 16 Pułku 6 Dywizji Piechoty był w styczniu 1945 w wyzwolonej Warszawie. Uczestniczył w walkach o Wał Pomorski, podczas których został ranny w nogę. W marcu 1945 roku brał udział w zdobywaniu Kołobrzegu, w trakcie którego został kontuzjowany. Brał udział w forsowaniu Odry, dotarł nad Łabę. Po zakończeniu wojny i demobilizacji został traktorzystą w Państwowym Gospodarstwie Rolnym. Osiedlił się w 1958 roku w Kwasowie. Jest wiceprezesem oddziału Związku Inwalidów Wojennych RP w Sławnie. Ponadto jest aktywnym członkiem Związku Kombatantów RP i BWP koła miejsko-gminnego w Sławnie.
W 2019 roku został powołany w skład Powiatowej Rady Kombatantów w Sławnie. 2 maja 2025 roku był członkiem polskiej delegacji podczas uroczystości 80. rocznicy zdobycia Berlina.

## Odnalezienie grobu Tadeusza Sokoła
Józef Kwiatkowski podczas walk na Wale Pomorskim 3 marca 1945 roku na swoich oczach stracił kolegę z oddziału - Tadeusza Sokoła ze Lwowa. Postrzelony serią z karabinu zmarł w jego ramionach. Przez wiele lat nie mógł znaleźć jego grobu. Przełom przyniósł dopiero rok 2025 i zaangażowanie Łukasza Suchanowskiego – dziennikarza Głosu Koszalińskiego i historyka, który obiecał porucznikowi Kwiatkowskiemu pomoc w poszukiwaniach. Grób nareszcie udało się odnaleźć na cmentarzu wojennym w Drawsku Pomorskim. 4 marca 2025 podczas uroczystości państwowych w Drawsku Józef Kwiatkowski odwiedził grób, co fakt odnotowały ogólnopolskie media

## Ordery i odznaczenia
- Krzyż Kawalerski Orderu Odrodzenia Polski (1981)
- Krzyż Walecznych – 1945[5]
- Srebrny Krzyż Zasługi
- Brązowy Medal Zasłużonym na Polu Chwały - 1945
- Medal za Warszawę 1939–1945
- Medal za Odrę, Nysę, Bałtyk
- Medal Zwycięstwa i Wolności 1945
- Medal „Za udział w walkach o Berlin”
- Medal za Długoletnie Pożycie Małżeńskie - 2001
- Medal „Pro Bono Poloniae” - 2025
- Medal Pro Patria – 2015
- Medal Pro Memoria – 2009
- Komandoria za Wybitne Zasługi dla Związku Kombatantów RP i Byłych Więźniów Politycznych - 2014
- Odznaka „Za Zasługi dla Związku Kombatantów RP i Byłych Więźniów Politycznych” (2002)
- Kombatancki Krzyż Pamiątkowy Zwycięzcom (2011)
- Krzyż Czynu Zbrojnego Polskiej Samoobrony na Kresach Wschodnich RP (2017)[6]
- Kombatancki Krzyż Zwycięstwa (2017)